# 寶山烈士陵園
宝山烈士陵园是中華人民共和國上海市宝山区的一個烈士陵園，占地20878平方米，陵園正門上的「寶山烈士陵園」六個大字是由中央軍委副主席張震書寫，陵園內有埋葬在1949年5月上海戰役戰死的中国人民解放军华东第三野战军1886位士兵的烈士墓区、骨灰存放室、烈士纪念馆、1500平方米的廣場、16米高的烈士紀念碑、熱血豐碑--解放上海烈士英名墻和上海解放紀念館。該陵園建立於1956年3月，當時称為宝山縣烈士墓，1976年更名為寶山烈士公墓，1988年8月更名為寶山烈士陵園。